# Aloe ruffingiana
Aloe ruffingiana é uma espécie de liliopsida do gênero Aloe, pertencente à família Asphodelaceae.